# 크큭티비
크큭티비는 KBS디지털미디어국에서 2018년 10월 8일부터 서비스를 시작한 유튜브 코미디전문 채널이다.

## 서비스 콘텐츠

### 편성표
|    | 프로그램                    | 코너 이름                                       |
| -- | --------------------------- | ----------------------------------------------- |
| 월 | 개그콘서트                  |                                                 |
| 화 | 개그콘서트                  | 봉숭아 학당(비정기), 갈갈이 삼형제, 뒤풀이 개그 |
| 수 | 개그콘서트                  | 사운드 오브 드라마                              |
| 목 | 개그콘서트                  | 개그콘서트 정주행. 개그콘서트 종영된 코너 목록  |
| 금 | 개그콘서트                  | 개그콘서트 정주행                               |
| 금 | 금요 스트리밍 (11:00-13:00) |                                                 |
| 토 | 유머 일번지                 | 내일은 챔피언, 감초의 전방                      |
| 일 | 유머 일번지                 | 부채도사                                        |
| 일 | 폭소클럽                    | 록기&루키                                       |

### 연재 종료

#### 유머 일번지
영구야 영구야, 동작 그만, 장미빛 인생, 회장님 우리 회장님, 탱자 가라사대, 부채도사, 청춘을 돌려다오, 맨손의 청춘, 미워도 다시 한 번, 꽃피는 봄이 오면, 괜찮아유, 추억의 책가방, 동궁마마는 아무도 못말려

#### 개그콘서트
- 4인4색
- 700오!병팔이
- 9시 언저리뉴스
- A-YO
- DJ변
- GO GO 예술 속으로
- 감사합니다
- 감수성
- 같기도
- 개그대국
- 개그전사 300
- 거지의 품격
- 고교천왕
- 고음불가
- 그냥 내비둬
- 그땐 그랬지
- 김병만의 역사 스페셜
- 까다로운 변선생
- 깜빡 홈쇼핑
- 꺾기도
- 꽃보다 남자
- 꽃보다 아름다워
- 꽃봉오리 예술단
- 나를 술푸게 하는 세상
- 나쁜 남자
- 나쁜 사람
- 날아라 변튜어디스
- 내 이름은 안상순
- 내 인생에 내기 걸었네
- 너무 좋아
- 네 가지
- 닥터피쉬
- 달인
- 대화가 필요해
- 댄수다
- 도레미 트리오 II
- 도움상회
- 독한것들
- 두근두근
- 두분토론
- 뜬금뉴스
- 로비스트
- 리플중계석
- 마데 홈쇼핑
- 마빡이
- 많이 컸네 황회장
- 멘붕스쿨
- 몰래가중계
- 문화살롱
- 뮤지컬
- 미끼
- 미스터리 극장 - 유체이탈
- 바보삼대
- 박대박
- 박성호의 뮤직토크
- 박준형의 생활 사투리
- 발레리No
- 버퍼링스
- 범죄의 재구성
- 분장실의 강선생님
- 불청객들
- 불편한 진실
- 비상대책위원회
- 뿌레땅뿌르국
- 뿜 엔터테인먼트
- 사랑의 가족
- 사랑의 카운슬러
- 사랑이 팍팍
- 사마귀 유치원
- 사바나의 아침
- 서울메이트
- 선생 김봉투
- 솔로천국 커플지옥
- 수다맨
- 슈퍼스타 KBS
- 시청률의 제왕
- 씁쓸한 인생
- 악성 바이러스
- 애매한 것을 정해주는 남자
- 어르신
- 오빠
- 옹알스
- 용감한 녀석들
- 우격다짐
- 우리 성광씨가 달라졌어요
- 워워워
- 유치개그
- 장난하냐
- 정여사
- 제3세계
- 조선왕조부록
- 좀비 프로젝트
- 주먹이 운다
- 준교수의 은밀한 매력
- 집으로
- 집중토론
- 착한 녀석들
- 착한 사람만 보여요
- 청년백서
- 초고속 카메라
- 최종병기 그녀
- 춤추는 대수사선
- 키컸으면
- 파라킹 홈쇼핑
- 패션 7080
- 패션 No.5
- 풀옵션
- 풀하우스
- 하류인생
- 할매가 뿔났다
- 헬스보이
- 현대생활백수
- 호구와 울봉이
- 후궁뎐
- 황해
- 황현희PD의 소비자 고발
- 나타나
- 현대생활백수

#### 웃음충전소
타짱, 막무가내 중창단

#### 쇼 비디오 자키
Full 버전, 쓰리랑 부부, 병사 심틀러, 네로25시

#### 폭소클럽
마른인간연구 X파일, 화니지니, 최양락의 올드보이, 나라걱정위원회, 스마일맨, 블랑카의 뭡니까 이게

#### 기타
- KBS 시상식 스트리밍 : KBS 코미디대상 (1988 ~ 1994), KBS 코미디 대축제 (1995), KBS 연예대상 (2002 ~ 2018)
- 김미진의 미친동화
- 갈갈개그대백과사전